# 28 Bellona
A 28 Bellona a Naprendszer kisbolygóövében található aszteroida. Karl Theodor Robert Luther fedezte fel 1854. március 1-jén.